# رون بول
رون بول (بالإنجليزية: Ron Paul) (ولد 20 أغسطس 1935) سياسي وطبيب أمريكي وعضو جمهوري في مجلس النواب عن المقاطعة رقم 14 في ولاية تكساس. كان أحد المرشحين لخوض انتخابات الرئاسة الأمريكية لعام 2008 عن الحزب الجمهوري. وقد كان ترشح أيضا لخوض الانتخابات الرئاسية عام 1988 عن الحزب الليبرتاري (التحريريين). خاض رون بول الانتخابات التمهيدية للحزب الجمهوري للفوز بترشيح الحزب لانتخابات الرئاسة الأمريكية لعام 2012.
درس رون بول الطب وعمل طبيباً قبل دخوله الحياة السياسة. تتسم فلسفته بالمحافظة الليبرتارية والالتزام بالدستور ومحاولة تقليص سلطات الحكومة الفيدرالية إلى أدنى حد ممكن. يطالب بول بإلغاء ضريبة الدخل الفيدرالية وبإغلاق الكثير من الوزارات والمؤسسات الحكومية كهيئة الاستخبارات المركزية (CIA) ووزارة التعليم ونظام التأمينات الاجتماعية. حسب رأيه الشخصي، تبدأ حياة الإنسان عند الحبل (conception) وبالتالي فهو ضد الإجهاض، إذ يعتبره قتلا لنفس بشرية، ولكنه في نفس الوقت يرفض سن قانون فيدرالي يعتبر الإجهاض قانونيا (أو غير قانوني)، وإنما يريد أن يترك التشريع في المسألة للولايات، فسن قانون فيدرالي في هذه المسألة، برأي رون بول، بيروقراطية لا داعي لها. وينطوي على مخالفة دستورية
يؤمن بول أيضاً بالعملة المغطاة بالذهب ويطالب بإلغاء البنك المركزي الأمريكي، كما يعارض قوانين مكافحة الإرهاب مثل قانون الباتريوت (Patriot Act) التي أقرها الكونغرس بعد أحداث 11 سبتمبر بدعوى أنها اعتداءات غير مشروعة على حقوق المواطن الأمريكي الدستورية.
في ميدان السياسة الخارجية يدعو بول إلى ما يسميها بسياسة عدم التدخّل، ولهذا كان من بين ستة أعضاء جمهوريين فقط ممن صوتوا ضد إعطاء الرئيس جورج دبليو بوش الصلاحيات لغزو العراق، كما يعتبر بول جميع الحروب التي خاضتها الولايات المتحدة بعد الحرب العالمية الثانية حروباً غير دستورية لعدم إعلان الكونغرس الأمريكي الحرب في أي منها. يعارض بول أيضاً تقديم المساعدات المالية لأي دولة خارجية بما فيها إسرائيل،
في فبراير 2007 أعلن بول ترشيح نفسه لرئاسة الولايات المتحدة عن الحزب الجمهوري. وقد نال شعبية واسعة بعد ذلك بين مستخدمي الإنترنت، وقامت العديد من الجمعيات التطوعية لجمع التبرعات لحملته. وقد حصلت حملته على أكبر مقدار من التبرعات عن طريق الإنترنت في يوم واحد في تاريخ السياسة الأمريكية، حين جمع له متطوعون مبلغ 4,3 مليون دولار أمريكي يوم 5 نوفمبر 2007.

## النشأة والتعليم والعمل الطبي
وُلد رونالد إرنست بول في 20 أغسطس عام 1935، في بيتسبرغ، وهو ابن هوارد كاسبا بول (1904–1997)، الذي أنشأ شركة ألبان صغيرة، ومارغريت بول (دومنت قبل زواجها، 1908–2001). كان جده من جهة أبيه مهاجرًا من ألمانيا، وجدته مسيحية متدينة من الجيل الأول الألماني الأمريكي.
عندما كان في الصف قبل الأخير في ثانوية ضاحية دورمونت، أحرز لقب بطل الدولة في سباق 200 متر. ذهب بول إلى كلية غيتيسبورغ، حيث أصبح عضوًا في أخوية لامدا تشي ألفا. تخرج بشهادة بكالوريوس في البيولوجيا عام 1957.
أحرز بول شهاد دكتور في الطب من كلية الطب في جامعة ديوك عام 1961، وأكمل تدريبه الطبي في مشفى هنري فورد في ديترويت، وتخصصه في أمراض النساء والتوليد في مشفى ماغي النسائي في بيتسبرغ. عمل بول جراحًا طيارًا في القوات الجوية الأمريكية من عام 1963 إلى 1965، ثم في قوات الحماية الجوية الوطنية الأمريكية من 1965 إلى 1968. انتقل بول وزوجته إلى تكساس، وهناك بدأ عمله الخاص في طب النساء والتوليد.

## المواقف السياسية
وُصف بول بأنه محافظ وبأنه ليبرتاري. ذكر عالم السياسة كيث بول من جامعة جورجيا أن بول أحرز أكبر قدر من الأصوات المحافظة بالمقارنة مع أي عضو في الكونغرس من 1937 إلى 2002، وهو أكثر المرشحين الذين تقدموا لانتخابات 2012 محافظةً. أما في نظر تحليلات أخرى فقد كان بول أكثر اعتدالًا. الصحيفة الوطنية مثلا صنفت بول في المرتبة 145 من حيث المحافظة في مجلس النواب (من أصل 435)، اعتمادا على تصويت عام 2010. أعطت الصحيفة الوطنية تصنيفًا سياسيًّا مركبًا لبول عام 2011، فهو ليبرالي بنسبة 54% ومحافظ بنسبة 46%.
تقوم فلسفة بول السياسية على اعتقاد أن «الدور الصحيح لحكومة الولايات المتحدة هو الدفاع عن الوطن، وإقامة نظام محاكم من أجل النزاعات المدنية، ونظام عدل جنائي من أجل أعمال الإكراه والنصب، وأشياء أخرى قليلة». سُمي رون «دكتور نو»، وهو لقب يعكس درجته الطبية وإصراره على «عدم التصويت لأي تشريع لا يدعمه الدستور دعمًا ظاهرًا»

### الدفاع
ناصر بول سياسة عدم التدخل خارجيا. وناصر الانسحاب من الأمم المتحدة، ومن حلف الناتو، من أجل الحفاظ على سيادة وطنية قوية.
صوت بول للسماح باستعمال القوة العسكرية ضد الإرهابيين ردًّا على هجومي 11 سبتمبر، ولكنه اقترح بدائل منها تخويل الرئيس برد الاعتداء واستهداف إرهابيين معينين. رون معارض لحرب العراق والحرب المحتملة مع إيران، وقد انتقد المحافظية الجديدة وسياسات الولايات المتحدة الخارجية في الشرق الأوسط، وجادل على أن كلاهما يؤديان -وإن بلا قصد- إلى انتقام الإرهابيين من الأمريكان، كما حدث في هجومي 9/11. قال بول إن «إسرائيل صديقتنا الحميمة» وليس من شأن الولايات المتحدة أن «تملي على إسرائيل كيف تصنع».

### الاقتصاد
بول مناصر للمدرسة النمساوية في الاقتصاد، وقد ألف ستة كتب في هذا الموضوع، وعلق صورًا لاقتصاديي المدرسة النمساوية في مكتبه، منهم فريدريك هايك وموراي روثبارد ولودويغ فون ميسز، (والرئيس غروفر كليفلاند والاقتصادي الشيكاغي ميلتون فريدمان). طالما صوت رون ضد اقتراحات توسيع مصارف الحكومة أو مبادراتها أو ضرائبها، وقد كان من نصيبه ثلثا الأصوات السلبية في مجلس النواب بين عامي 1995–1997.
تعهد بول ألا يرفع الضرائب وقال إنه لم يوافق قط على عجز الميزانية. يؤمن بول أن في مقدور الدولة أن تلغي ضريبة الدخل الفردي، وذلك بخفض الإنفاق الفدرالي إلى مستويات عامه المالي 2000، وبذلك يكون تمويل أعمال الحكومة من الضرائب غير المباشرة والتعرفات الجمركية غير الحمائية. يؤيد بول إنهاء معظم الوكالات الفدرالية، إذ يصفها بالبيروقراطيات غير الضرورية.
في 15 أبريل عام 2011، كان بول واحدًا من أربعة أعضاء جمهوريين في الكونغرس صوتوا ضد اقتراح الميزانية الذي اقترحه بول ريان وسُمي «طريق الازدهار».
لطالما حذر بول من التضخم المفرط ودعا إلى العودة إلى معيار الذهب منذ عام 1981. منذ 1999، قدم بول مشاريع قوانين لكل كونغرس تدعو إلى إنهاء نظام الاحتياط الفدرالي في سنة واحدة.
يدعم بول التجارة الحرة، ويرفض العضوية في اتفاقية التجارة الحرة في شمال أمريكا ومنظمة النجارة العالمية ويصفها بأنها «تجارة مُدارة».

## البيئة
كان بول مدافعًا عن البيئة والسوق الحرة، لذا أكد على حقوق الملكية الخاصة بالنظر إلى حماية البيئة ومنع التلوث. سمى بول الاحترار العالمي خدعة في مقابلة مع فوكس بزنس عام 2009 قائلًا: «تدري، أكبر خدعة أظنها دامت كل هذه السنين -لعلها مئات السنين- هي خدعة البيئة والاحترار العالمي هذه». يقرّ بول بالأدلة القائلة إن الحرارة تزداد في بعض مناطق العالم، ولكنه يقول إن الحرارة تنخفض في مناطق أخرى.

## روابط خارجية
- رون بول على موقع IMDb (الإنجليزية)
- رون بول على موقع الموسوعة البريطانية (الإنجليزية)
- رون بول على موقع ميوزك برينز (الإنجليزية)
- رون بول على موقع إن إن دي بي (الإنجليزية)
- رون بول على موقع قاعدة بيانات الفيلم (الإنجليزية)